# Bob Skelton
Robert Danforth Skelton (ur. 25 czerwca 1903 w Wilmette, zm. 25 czerwca 1977 w Houston) – amerykański pływak specjalizujący się w stylu klasycznym, mistrz olimpijski (1924) i były rekordzista świata.
Podczas igrzysk olimpijskich w Paryżu zdobył złoty medal na dystansie 200 m stylem klasycznym. Dwa dni wcześniej, w trakcie eliminacji ustanowił w tej konkurencji nowy rekord olimpijski (2:56,0).
W 1988 roku został wprowadzony do International Swimming Hall of Fame.